# 库尔图万
库尔图万（法語：Courtoin，法語發音：[kuʁtwɛ̃]）是法国勃艮第-弗朗什-孔泰大区约讷省的一个市镇，属于桑斯区。

## 地理
库尔图万（48°7'25"N, 3°6'30"E）面积6.15 平方千米，位于法国勃艮第-弗朗什-孔泰大區约讷省，该省份为法国中北部内陆省份，西接卢瓦雷省，西北接塞纳-马恩省，南至涅夫勒省，东临科多尔省，东北与奥布省接壤。
与库尔图万接壤的市镇（或旧市镇、城区）包括：拉贝利奥勒、多马、埃格里塞勒-勒博卡日、韦尔努瓦、栋达格尔新城。

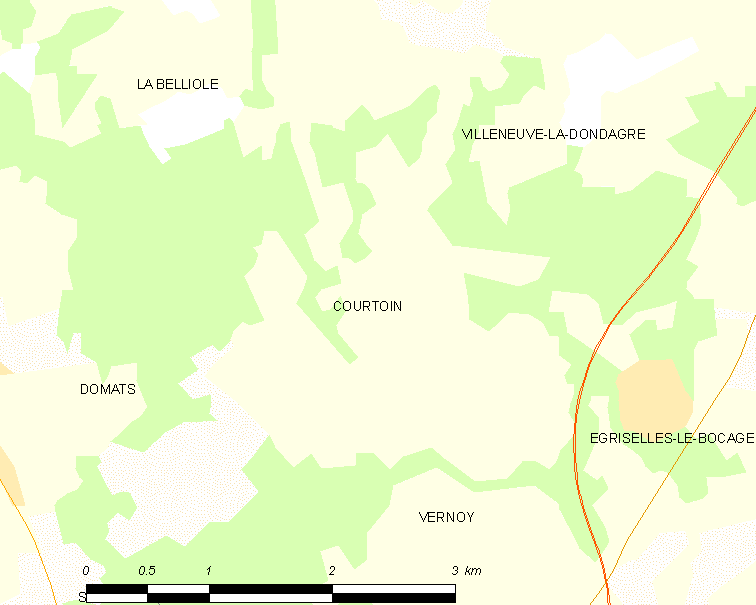
库尔图万的OSM定位图

库尔图万的时区为UTC+01:00、UTC+02:00（夏令时）。

## 行政
库尔图万的邮政编码为89150，INSEE市镇编码为89126。

## 政治
库尔图万所属的省级选区为勃艮第地区加蒂奈县。

## 人口

1962-2008年间库尔图万人口变化图示

库尔图万于2022年1月1日时的人口数量为35人。